# 쇼프론
쇼프론(헝가리어: Sopron)은 헝가리 북서부에 위치한 죄르모숀쇼프론주의 도시이다. 독일어로는 외덴부르크(독일어: Ödenburg)라고도 한다. 오스트리아와의 국경 가까이에 있는데, 빈에서 기차로 금방 닿는다. 포도주의 생산지이기도 한 곳이다.

## 역사
1529년 오스만 투르크 제국이 쇼프론을 파괴하였으나, 끝내 점령하지는 못했다. 당시 헝가리는 대부분의 지역이 오스만 점령 하에 놓여 있었는데, 많은 헝가리인들이 쇼프론에 정착, 도시가 발전하였다.
오스트리아-헝가리 제국의 붕괴 후, 생제르맹 조약(1919년)에 따라 독일인이 상당수 거주하는 외덴부르크는 오스트리아 영토로 되는 것이 정해졌으나, 현지의 저항 끝에 1921년 12월 14일 치러진 논쟁적인 주민 투표 끝에, 쇼프론과 주위 8개 마을은 65%의 지지를 얻어 헝가리 왕국의 영토로 남는 것이 결정되었다. 그 뒤로 쇼프론은 Civitas Fidelissima("가장 충성스러운 도시, 헝가리어: A Leghűségesebb Város)라는 별칭을 얻게 되었으며 이 날은 도시의 기념일이 되었다.

## 인구
2001년, 쇼프론의 인구는 56,125명(헝가리인 92.8%, 독일인 3.5%, 기타 3.7%)이다. 종교상 로마 가톨릭 69%, 루터파 7%, 칼뱅파 3%, 무신론 8.1%, 무응답 11.9%, 기타 1%였다. 2011년 인구는 60,548명이다.
| 연도 | 인구   | ±%     |
| ---- | ------ | ------ |
| 1870 | 23,102 | —      |
| 1880 | 25,513 | +10.4% |
| 1890 | 29,788 | +16.8% |
| 1900 | 35,703 | +19.9% |
| 1910 | 36,721 | +2.9%  |
| 1920 | 38,243 | +4.1%  |
| 1930 | 39,436 | +3.1%  |
| 1941 | 46,120 | +16.9% |
| 1949 | 35,617 | −22.8% |
| 1960 | 41,110 | +15.4% |
| 1970 | 47,111 | +14.6% |
| 1980 | 53,945 | +14.5% |
| 1990 | 55,083 | +2.1%  |
| 2001 | 56,175 | +2.0%  |
| 2011 | 60,548 | +7.8%  |
| 2020 | 63,065 | +4.2%  |

## 미디어
- SBS TV : 《TV 동물농장》 - 937 ~ 938회, 자몽이와 함께 풀러 대회에 소개된 것으로 나타남.

## 같이 보기
- 노이지들러호